# Monte Carmelo (khu tự quản)
Monte Carmelo là một khu tự quản thuộc bang Trujillo, Venezuela. Thủ phủ của khu tự quản Monte Carmelo đóng tại Monte Carmelo. Khự tự quản Monte Carmelo có diện tích 386 km2, dân số theo điều tra dân số ngày 21 tháng 10 năm 2001 là 12162 người.